# Catherine de Wurtemberg (1821-1898)
Ne doit pas être confondu avec Catherine de Wurtemberg.
Titre
Princesse
La princesse Catherine Frederica Charlotte de Wurtemberg, née à Stuttgart le 24 août 1821 et morte dans la même ville le 6 décembre 1898, est la fille de Guillaume Ier de Wurtemberg et de Pauline-Thérèse de Wurtemberg. Elle est la mère de Guillaume II de Wurtemberg. 

## Famille
Catherine est l'aînée des trois enfants de Guillaume Ier de Wurtemberg et de sa troisième épouse et cousine germaine Pauline-Thérèse de Wurtemberg. Ses deux frères et sœurs sont Charles Ier de Wurtemberg et Augusta de Wurtemberg. Elle a aussi deux demi-frères et sœurs du précédent mariage de son père avec Catherine Pavlovna de Russie : Marie et Sophie de Wurtemberg, la future reine consort des Pays-Bas.

## Mariage
Le 20 novembre 1845, Catherine épouse son cousin germain Frédéric de Wurtemberg qui est l'un des fils de Paul-Charles de Wurtemberg et de Charlotte de Saxe-Hildburghausen. Le mariage est destiné à renforcer les liens entre la branche principale du Wurtemberg et la branche cadette, qui pouvait lui succéder. Ils ont un fils, qui succède à Charles, roi de Wurtemberg :
- Guillaume II de Wurtemberg (25 février 1848 – 2 octobre 1921)

Frédéric est mort en 1870. Dans les années 1880, Catherine est décrite comme une "corpulente, austère et vieille princesse veuve...qui a un visage rouge, hommasse, et est habituellement vêtue de pourpre et mauve". Elle séjourne fréquemment à la villa de Seefeld, qui est située en Suisse. Dans cet endroit, elle est une voisine de ses parents, la famille de Teck dont est issue Mary de Teck. Catherine meurt 28 ans après son mari, le 6 décembre 1898 à Stuttgart, le lieu de sa naissance.